# Gayfield Park
Le Gayfield Park est un stade de football construit en 1925 et situé à Arbroath.
D'une capacité de 6 600 places dont 814 assises, il accueille depuis sa création les matches à domicile de l'Arbroath FC, club membre de la Scottish Professional Football League.

## Histoire
Le Gayfield Park a été construit en 1925 et est depuis le stade de l'Arbroath FC. Il ne dispose que d'une seule tribune construite en 2002 et située sur le côté ouest, appelée tribune Gayfield, qui comporte les seules places assises du stade. Les autres côtés du terrain sont occupés par des terrasses couvertes, Seaforth (au sud), Harbour (au nord) et East (à l'est). Les terrasses Seaforth et East sont celles qui sont réservées aux spectateurs visiteurs le cas échéant.
Le Gayfield Park est situé en bord de mer, il s'agit même du stade européen le plus proche de la mer.

## Affluence
Le record d'affluence a été établi le 22 février 1952 lors d'un match de Coupe d'Écosse entre Arbroath et les Rangers avec 13 510 spectateurs.
Les moyennes de spectateurs pour les précédentes saisons sont :
- 2014-2015: 721 (League Two)
- 2013-2014: 1 054 (League One)
- 2012-2013: 684 (Division Two)

## Transport
La gare la plus proche est la gare d'Arbroath (en), située à 15 minutes à pied. Le stade est rapidement accessible depuis l'A92 (en).